# توتوچان دخترکی آن‌سوی پنجره
توتوچان دخترکی آن‌سوی پنجره، خاطرات زندگی‌نامه ای است که توسط تتسوکو کورویاناگی، شخصیت تلویزیونی ژاپنی و سفیر حسن نیت یونیسف نوشته شده‌است. این کتاب در سال ۱۹۸۱ منتشر شد و به یک «پرفروش فوری» در ژاپن تبدیل شد. این کتاب در مورد ارزش‌های آموزش غیر متعارفی است که کورویاناگی در توموئه گاکوئن، مدرسه ابتدایی توکیو که توسط مربی سوساکو کوبایاشی در طول جنگ جهانی دوم تأسیس شد، دریافت کرد.
نام ژاپنی کتاب عبارتی است برای توصیف افرادی که شکست خورده‌اند.

## مقدمه
تتسوکو پس از شنیدن اینکه چگونه کودکان از رفتن به مدرسه امتناع می‌کنند، تصمیم گرفت در مورد تجربه خود از حضور در توموئه گاکوئن بنویسد. این کتاب در ابتدا در ژاپن به عنوان مجموعه‌ای از مقالات در مجله زن جوان Kodansha منتشر شد که از فوریه ۱۹۷۹ تا دسامبر ۱۹۸۰ منتشر می‌شد. سپس این مقالات در یک کتاب گردآوری شد که با فروش بیش از ۵ میلیون قبل از پایان سال ۱۹۸۲، رکورد فروش در تاریخ انتشار ژاپن را ثبت کرد، که باعث شد کتاب تمام رکوردهای چاپ قبلی را بشکند و به پرفروش‌ترین کتاب در تاریخ ژاپن تبدیل شود.

## خلاصه داستان
در مدرسهٔ توموئه که دانش‌آموزان آن مجاز بودند روی هر موضوعی که به آن علاقه‌مندند کار کنند، باید بدون توجه به آنچه در اطرافشان جریان داشت، ذهن خود را روی موضوع موردعلاقه‌شان متمرکز کنند. به این ترتیب، هیچ‌کس به بچه‌ای که آواز «چشم، چشم، دو ابرو» را می‌خواند، توجهی نمی‌کرد. یکی دو نفر به این موضوع علاقه‌مند شده بودند؛ اما بقیه غرق در کتاب‌های خودشان بودند. کتاب توتوچان قصه‌ای افسانه‌ای بود؛ دربارهٔ ماجراهای مرد ثروتمندی که می‌خواست دخترش ازدواج کند. نقاشی‌های آن جالب بود و کتاب طرفدار زیادی داشت.
همهٔ دانش‌آموزان مدرسه که مثل ماهی ساردین داخل واگن چپیده بودند، آنچه را در کتاب‌ها نوشته شده بود، با ولع می‌خواندند. آفتاب صبحگاهی از ورای پنجره‌ها به درون می‌تابید و چشم‌اندازی پدیدمی‌آورد که سبب شادمانی قلبی مدیر مدرسه می‌شد. همهٔ دانش‌آموزان آن روز را در کتابخانه گذراندند.